# (21030) 1989 TZ11
1989 تي زد 11 (ويعرف أيضًا باسم (21030) 1989 تي زد 11 وفق تسمية الكوكب الصغير) (بالإنجليزية: 1989 TZ11)‏ هو كويكب ضمن حزام الكويكبات؛ وترتيبه 21030 من حيث الاكتشاف.
اكتُشف هذا الجُرم الفلكي بواسطة شيلت جون بوبي في 2 أكتوبر 1989.

## وصلات خارجية
- (21030) 1989 TZ11 في قاعدة بيانات مختبر الدفع النفاث لأجرام النظام الشمسي الصغيرة

- الاكتشاف · مخطط المدار ·  العناصر المدارية · المعلمات المادية

- (21030) 1989 TZ11 على موقع ويكي سكاي: DSS2, SDSS, GALEX, IRAS, Hydrogen α, X-Ray, Astrophoto, Sky Map, Articles and images